# Daniel Walsh
Daniel Walsh, född den 31 maj 1979 i Norwalk, Connecticut, är en amerikansk roddare.
Han tog OS-brons i åtta med styrman i samband med de olympiska roddtävlingarna 2008 i Peking.